# Монзо, Ким
Ким Монзо́ или Ким Мунзо (кат. Quim Monzó, 24 марта 1952, Барселона) — каталонский прозаик, эссеист, переводчик, журналист. Пишет на двух языках: прозу — на каталанском, журналистику — на каталанском и кастильском.

## Биография
Отец — каталонец, мать — из провинции Гранада. Начал публиковать репортажи в начале 70-х годов. Его первый роман вышел в 1976 году. В 1970-х писал репортажи из Вьетнама, Камбоджи, Кении, Северной Ирландии, в 1980-х — из США. В 1982 году ему была предоставлена стипендия для прохождения учебы в Нью-Йорке. Опубликовал множество романов, рассказов и сборников статей, переведен на более чем двадцать языков, получил несколько литературных премий. Один из самый популярных каталонских писателей. Работал в различных периодических изданиях, в настоящее время публикуется в ежедневной колонке в La Vanguardia.
С декабря 2009 по апрель 2010 в Arts Santa Mònica в Барселоне проходила большая ретроспективная выставка, посвященная его жизни и творчеству.

## Творчество
По преимуществу работает в малых формах короткого рассказа и газетного очерка. Ироническая проза Монзо активно использует жанры и стереотипы массмедиа и поп-культуры: парижская газета Монд назвала его писателем, который «смешивает два регистра: один, скажем так, реалистический и поэтический, а другой — фантастический и гротескный». Монзо пишет песни, работает для театра и кино, сотрудничает с телевидением и радио, став одним из наиболее популярных сегодня каталонских авторов. Переводит англоамериканскую литературу (от Мэри Шелли и Т. Харди до Р. Даля и Дж. Барта) на каталанский и испанский языки, а также современную прозу с испанского языка на каталанский.
Его собственные произведения переведены на многие европейские языки; на испанский их, в частности, переводил Х. Серкас.

## Произведения

### Публикации на русском языке
- «Уф!» — сказал он. Ох, уж эта техника // Рассказы писателей Каталонии. М.: Радуга, 1987.
- Остров Маянс. М.: Стратегия, 2004.
- Самый обычный день. 86 рассказов. М.: Иностранка, 2010.

### Проза
- L’udol del griso al caire de les clavegueres (1976)
- Self Service (1977)
- Uf, va dir ell (1978)
- Olivetti, Moulinex, Chaffoteaux et Maury (1980, премия критики, 1981)
- Benzina (1983)
- L’illa de Maians (1985, премия критики, 1986)
- La magnitud de la tragèdia (1989)
- El perquè de tot plegat (1993, премия г. Барселона, 1993; премия критики, 1994)
- Guadalajara (1996, премия критики, 1997)
- Vuitanta-sis contes, новеллы из предыдущих книг (1999, Национальная литературная премия Каталонии, премия Золотая буква, обе — 2000)
- El millor dels mons (2001)
- Tres Nadals (2003)
- Mil cretins (2007)

### Очерки и эссе
- El dia del senyor (1984)
- Zzzzzzzz (1987)
- La maleta turca (1990)
- Hotel Intercontinental (1991)
- No plantaré cap arbre (1994)
- Del tot indefens davant dels hostils imperis alienígenes (1998)
- Tot és mentida (2000)
- El tema del tema (2003)
- Catorze ciutats comptant-hi Brooklyn (2004)
- Esplendor i glòria de la Internacional Papanates (2010)